# Cestrum
Cestrum, biljni rod iz porodice pomoćnica smješten u tribus Cestreae, dio potporodice Cestroideae. Rasprostranjen je po tropskoj Americi s velikim koncentracijama u Brazilu i Andskoj regiji, Antilima. Izuzetno kompliciran rod s puno nesigurnih vrsta i različitih klasifikacija.
Rod je opisan u Species Plantarum 1: 191. 1753.

## Vrste
1. Cestrum abeggii Urb. & Ekman
2. Cestrum acuminatum Francey
3. Cestrum acutifolium Alain
4. Cestrum alternifolium (Jacq.) O. E. Schulz
5. Cestrum amistadense A. K. Monro
6. Cestrum angulosum Urb.
7. Cestrum aurantiacum Lindl.
8. Cestrum auriculatum L'Hér.
9. Cestrum azuense Urb. & Ekman
10. Cestrum bahamense Britton
11. Cestrum benghalense Kalidass & Mallia
12. Cestrum benthamii Miers
13. Cestrum bicolor Urb.
14. Cestrum bigibbosum Pittier
15. Cestrum bracteatum Link & Otto
16. Cestrum brevifolium Urb.
17. Cestrum brunneopurpureum Francey
18. Cestrum buxifolium Kunth
19. Cestrum buxoides Ekman ex Urb.
20. Cestrum cahosianum Urb. & Ekman
21. Cestrum capsulare Carvalho & Schnoor
22. Cestrum chiangii Mont.-Castro
23. Cestrum chimborazinum Francey
24. Cestrum citrifolium Retz.
25. Cestrum cobanense Francey
26. Cestrum coelophlebium O. E. Schulz
27. Cestrum colombianum Francey
28. Cestrum commune C. V. Morton ex Mont.-Castro
29. Cestrum conglomeratum Ruiz & Pav.
30. Cestrum contrerasianum A. K. Monro
31. Cestrum corcovadense Miers
32. Cestrum cordatum Schott ex Sendtn.
33. Cestrum coriaceum Miers
34. Cestrum corymbosum Schltdl.
35. Cestrum cristinae D. A. Soto
36. Cestrum cuneifolium Francey
37. Cestrum cuspidatissimum Francey
38. Cestrum daphnoides Griseb.
39. Cestrum darcyanum Benítez & N. W. Sawyer
40. Cestrum darienense A. K. Monro
41. Cestrum dasyanthum Donn. Sm.
42. Cestrum diurnum L.
43. Cestrum domingense O. E. Schulz
44. Cestrum dumetorum Schltdl.
45. Cestrum dunalii Francey
46. Cestrum ecuadorense Francey
47. Cestrum ekmanii Urb. & O. E. Schulz
48. Cestrum elegans (Brongn. ex Neumann) Schltdl.
49. Cestrum elegantissimum C. V. Morton
50. Cestrum endlicheri Miers
51. Cestrum endresii Francey
52. Cestrum eriochiton Sendtn.
53. Cestrum euanthes Schltdl.
54. Cestrum evanidum C. V. Morton
55. Cestrum falcatum Francey
56. Cestrum farinosum Urb. & Ekman
57. Cestrum fasciculatum (Schltdl.) Miers
58. Cestrum ferrugineum A. Rich.
59. Cestrum filipes Urb. & Ekman
60. Cestrum flavescens Greenm.
61. Cestrum flavinervium Francey
62. Cestrum formosum C. V. Morton
63. Cestrum forsythii Dunal
64. Cestrum fragile Francey
65. Cestrum franceyi C. V. Morton
66. Cestrum fraternum C. V. Morton
67. Cestrum fulvescens Fernald
68. Cestrum galeottianum Francey
69. Cestrum gardneri Sendtn.
70. Cestrum gilliae A. K. Monro
71. Cestrum glabrescens (C. V. Morton) Steyerm. & Maguire
72. Cestrum glabrum Francey
73. Cestrum glanduliferum Kerber ex Francey
74. Cestrum glaucophyllum Francey
75. Cestrum gracile Francey
76. Cestrum grandifolium Francey
77. Cestrum guaraniticum Chodat & Hassl.
78. Cestrum guatemalense Francey
79. Cestrum hartwegii Dunal
80. Cestrum hassleri Francey
81. Cestrum heterophyllum Urb.
82. Cestrum hirtum Sw.
83. Cestrum hotteanum Urb. & Ekman
84. Cestrum humboldtii Francey
85. Cestrum humile Urb. & Ekman
86. Cestrum imbricatum Rusby
87. Cestrum inclusum Urb.
88. Cestrum intermedium Sendtn.
89. Cestrum irazuense Kuntze
90. Cestrum jacaltenanginum Loes.
91. Cestrum jaramillanum Benítez & D' Arcy
92. Cestrum johnniegentrianum D' Arcy
93. Cestrum killipii Francey
94. Cestrum knappiae A. K. Monro
95. Cestrum kunthii Francey
96. Cestrum laevifolium Francey
97. Cestrum laevigatum Schltdl.
98. Cestrum langeanum D' Arcy
99. Cestrum latifolium Lam.
100. Cestrum laxum Benth.
101. Cestrum lehmannii Francey
102. Cestrum lentii A. K. Monro
103. Cestrum lindenii Dunal
104. Cestrum linearifolium Urb.
105. Cestrum longiflorum Ruiz & Pav.
106. Cestrum lorentzianum Griseb.
107. Cestrum lozadae Cruz Durán & S. Valencia
108. Cestrum lucidum Francey
109. Cestrum luteovirescens Francey
110. Cestrum macbridei Francey
111. Cestrum macrophyllum Vent.
112. Cestrum mancoi J. F. Macbr.
113. Cestrum mariquitense Kunth
114. Cestrum marmoratum Urb. & Ekman
115. Cestrum martii Sendtn.
116. Cestrum megalophyllum Dunal
117. Cestrum mexicanum Francey
118. Cestrum micans Francey
119. Cestrum microcalyx Francey
120. Cestrum milciomejiae Zanoni
121. Cestrum miradorense Francey
122. Cestrum moaense Borhidi & O. Muñiz
123. Cestrum mononeurum Urb. & Ekman
124. Cestrum montanum Miers
125. Cestrum moquinianum Dunal
126. Cestrum morae Hunz.
127. Cestrum mortonianum J. L. Gentry
128. Cestrum mutisii Willd. ex Roem. & Schult.
129. Cestrum neblinense D' Arcy
130. Cestrum neibense Alain
131. Cestrum nemanthum Dunal
132. Cestrum nitidum M. Martens & Galeotti
133. Cestrum nocturnum L.
134. Cestrum oblongifolium Schltdl.
135. Cestrum obovatum Sendtn.
136. Cestrum obscurum Francey
137. Cestrum ochraceum Francey
138. Cestrum olivaceum Francey
139. Cestrum ovalifolium Francey
140. Cestrum ovatolanceolatum Francey
141. Cestrum pacificum Brandegee
142. Cestrum palmeri Francey
143. Cestrum pariense Steyerm.
144. Cestrum parqui (Lam.) L'Hér.
145. Cestrum pauciflorum Willd. ex Roem. & Schult.
146. Cestrum pedicellatum Sendtn.
147. Cestrum pennellii Francey
148. Cestrum peruvianum Willd. ex Roem. & Schult.
149. Cestrum petiolare Kunth
150. Cestrum pinetorum Britton
151. Cestrum pitonianum Urb. & Ekman
152. Cestrum poasanum Donn. Sm.
153. Cestrum polyanthum Sendtn.
154. Cestrum porphyreum Dunal
155. Cestrum potaliifolium Dunal
156. Cestrum pseudopedicellatum Francey
157. Cestrum psittacinum Stapf
158. Cestrum pulverulentum Francey
159. Cestrum quitense Francey
160. Cestrum racemosum Ruiz & Pav.
161. Cestrum raimondianum Francey
162. Cestrum ramulosum Francey
163. Cestrum reflexum Sendtn.
164. Cestrum reticulatum Francey
165. Cestrum retrofractum Dunal
166. Cestrum rigidifolium Francey
167. Cestrum rigidum Rusby
168. Cestrum roseum Kunth
169. Cestrum rugulosum Francey
170. Cestrum ruizteranianum Benítez & D' Arcy
171. Cestrum salicifolium Jacq.
172. Cestrum salzmannii Dunal
173. Cestrum santanderianum Francey
174. Cestrum scandens Vahl
175. Cestrum schiedei Francey
176. Cestrum schlechtendalii G. Don
177. Cestrum schulzianum Francey
178. Cestrum skutchii C. V. Morton
179. Cestrum sotonunezii Mont.-Castro
180. Cestrum sparsiflorum Britton ex Rusby
181. Cestrum sphaerocarpum O. E. Schulz
182. Cestrum strictum Schott ex Sendtn.
183. Cestrum strigillatum Ruiz & Pav.
184. Cestrum stuebelii Hieron. ex Francey
185. Cestrum subcordatum Francey
186. Cestrum subpulverulentum Mart.
187. Cestrum subumbellatum Vig.-Silva & M. Nee
188. Cestrum taylorii Britton & P. Wilson
189. Cestrum tenuifolium Francey
190. Cestrum thyrsoideum Kunth
191. Cestrum tillettii Benítez & D' Arcy
192. Cestrum toledii Carvalho & Schnoor
193. Cestrum tomentosum L. fil.
194. Cestrum tubulosum Sendtn.
195. Cestrum tuerckheimii O. E. Schulz
196. Cestrum turquinense Urb.
197. Cestrum uhdei Dammer ex Francey
198. Cestrum undulatum Ruiz & Pav.
199. Cestrum validum Francey
200. Cestrum velutinum Hiern
201. Cestrum violaceum Urb.
202. Cestrum virgaurea Urb. & Ekman
203. Cestrum viride Moric. ex Dunal
204. Cestrum viridiflorum Francey
205. Cestrum weberbaueri Francey
206. Cestrum zarucchianum D' Arcy

## Sinonimi
- Habrothamnus Endl.; Gen. 667 (1839)
- Lomeria Raf.; Sylva Tellur. 56 (1838)
- Meyenia Schltdl.; Linnaea 8: 251 (1833)
- Parqui Adans.; Fam. 2: 219 (1763)
- Wadea Raf.; Sylva Tellur. 56 (1838)